# École de Berck

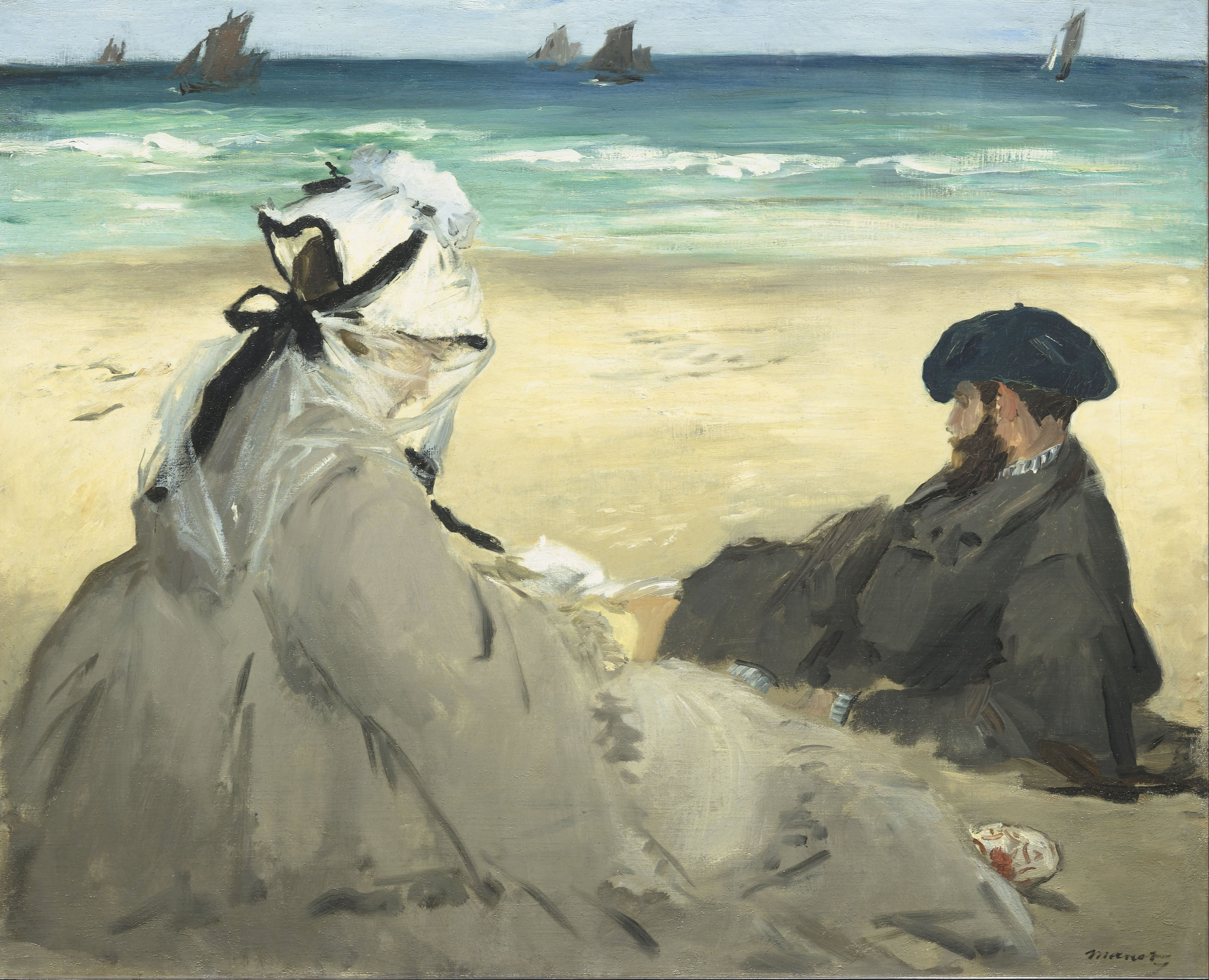
Edouard Manet (1832–1883): Am Strand (von Berck), 1873

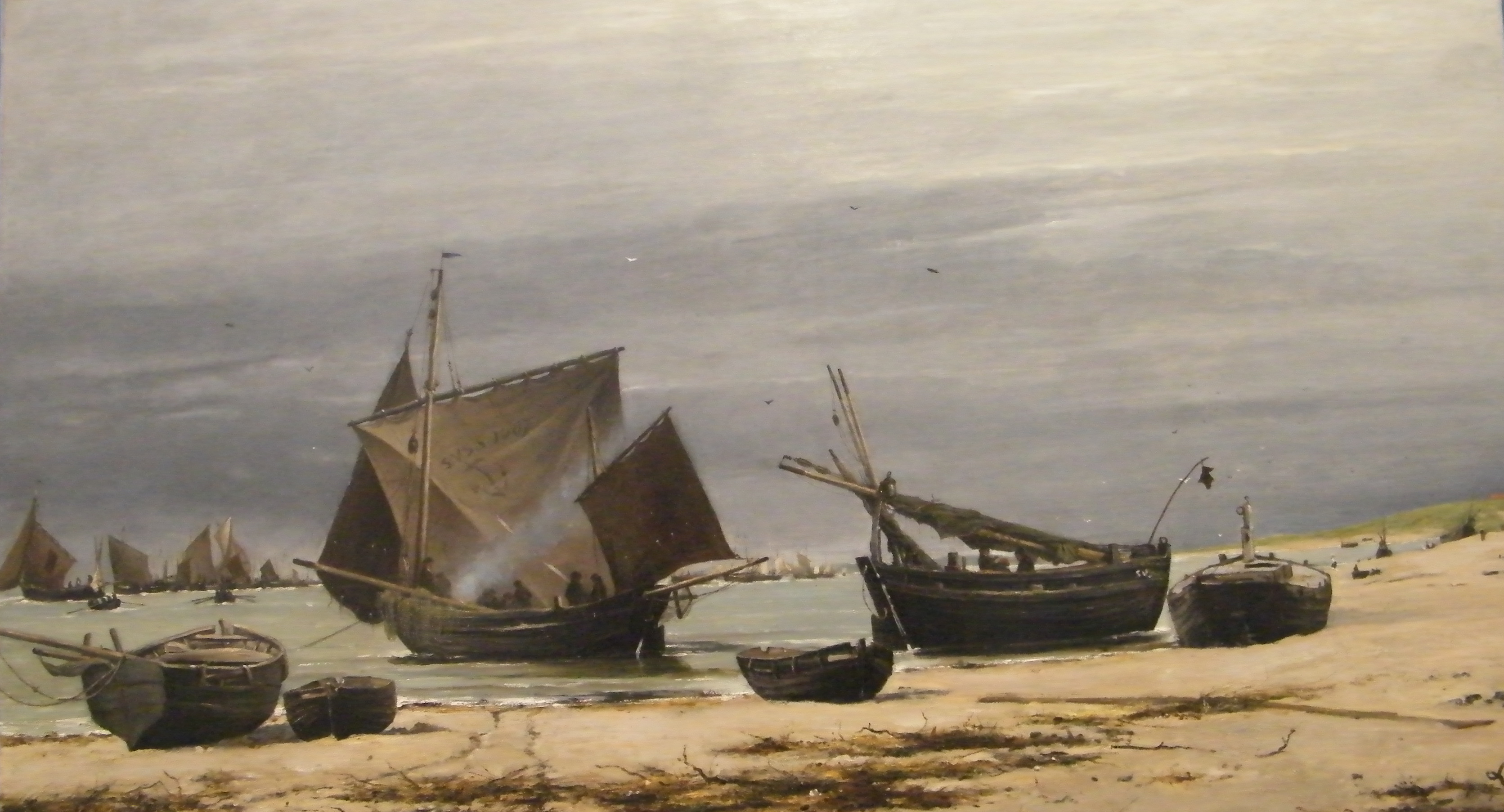
Ludovic-Napoléon Lepic (1839–1889): Fischerboote am Strand von Berck

Die École de Berck war eine Künstlerkolonie, die sich ab 1877 im französischen Küstenort Berck (gelegen am Ärmelkanal in Nordfrankreich) bildete. Die Ursprünge dieser Malerschule gehen auf Künstler zurück, die sich um Ludovic-Napoléon Lepic gruppierten, der die Rolle des zentralen Mentors übernahm. Diese Gruppe war geprägt von der gemeinsamen Leidenschaft für die Freilichtmalerei und der Vorliebe für maritime Themen, insbesondere die Arbeit der lokalen Fischer, Matrosen und Strandsammlerinnen.

## Entwicklung und Bedeutung

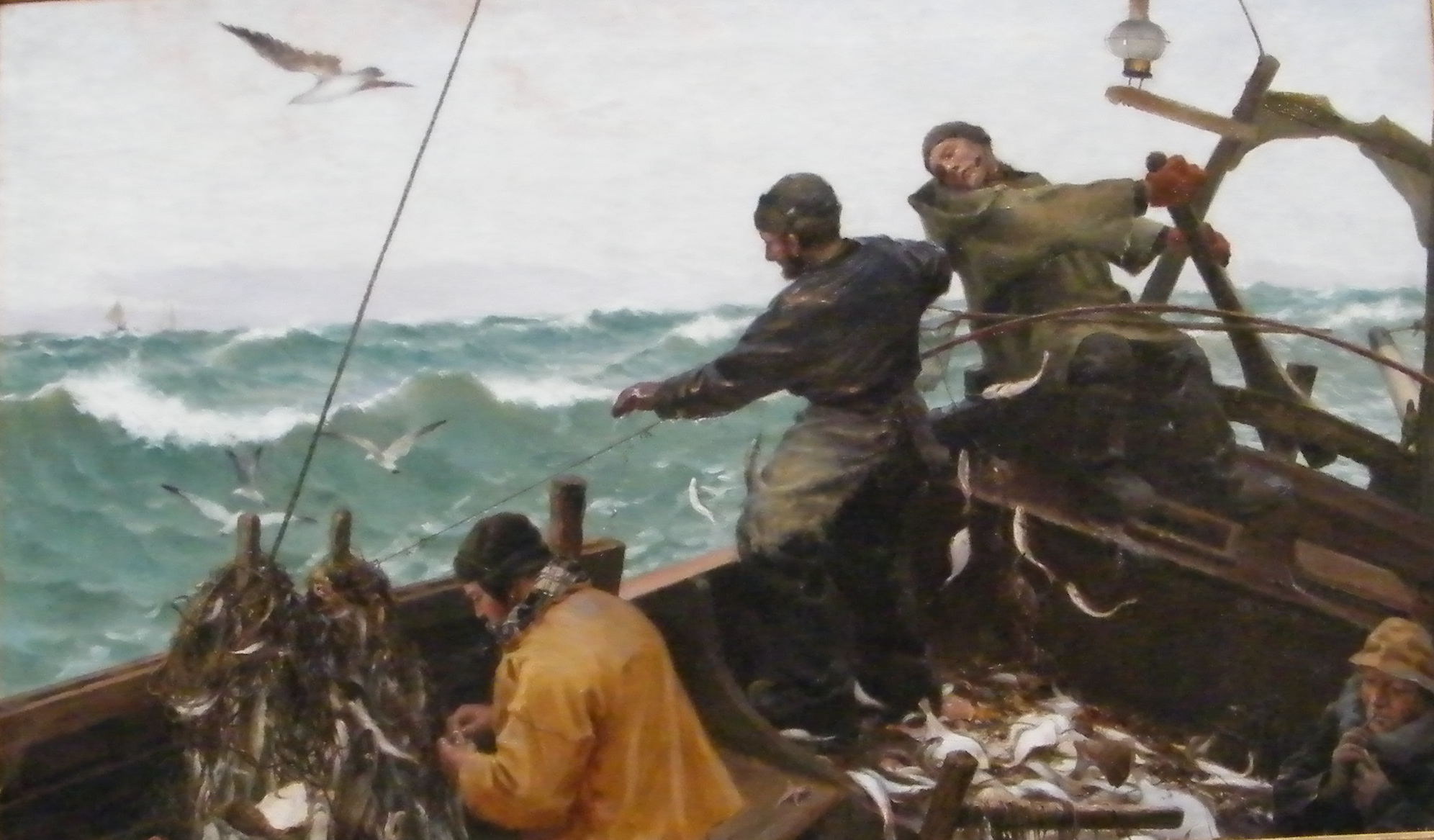
Francis Tattegrain (1852–1915): Einholen der Netze

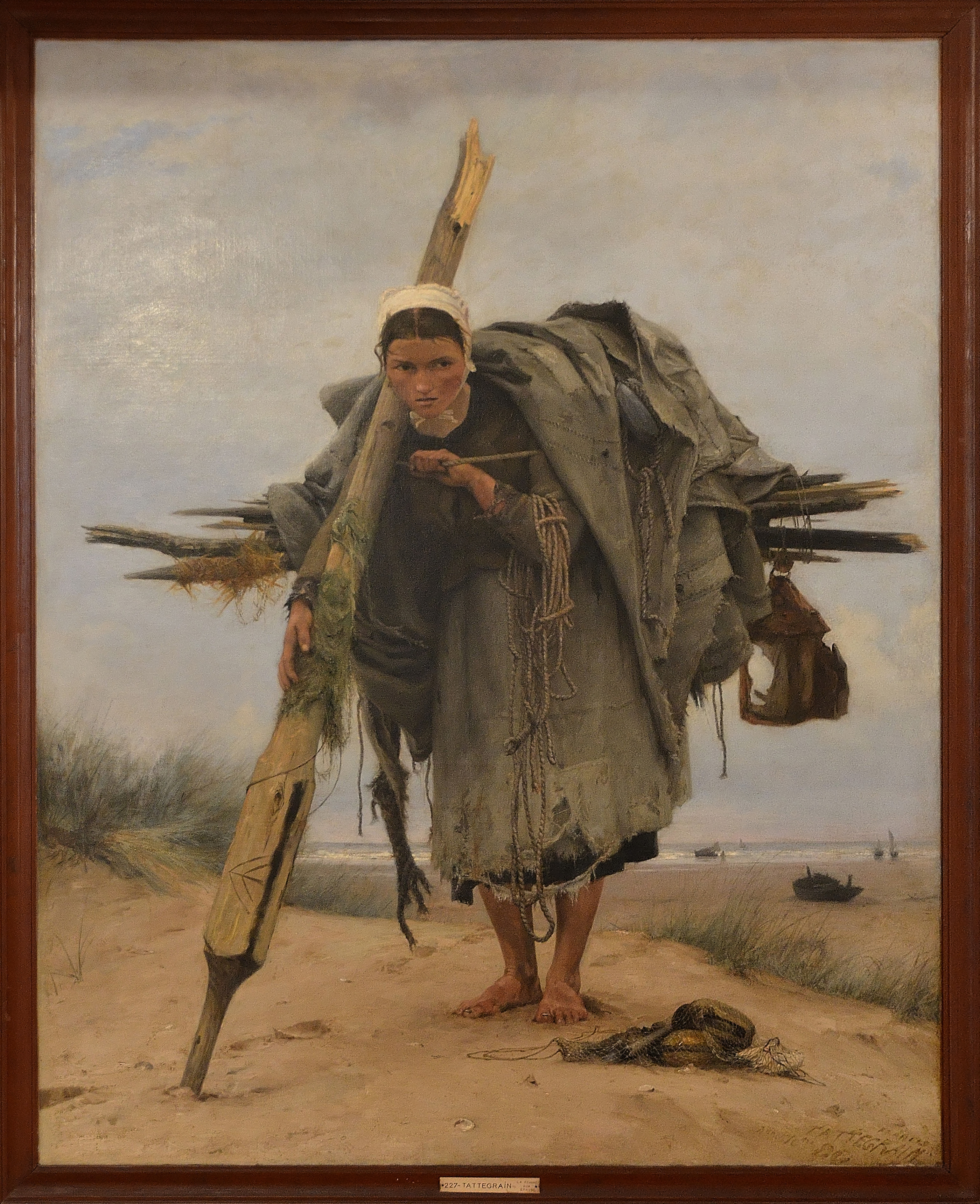
Francis Tattegrain (1852–1915): Die Strandgutsammlerin

Die Künstler wurden von der malerischen Landschaft von Berck und seiner Küste angezogen. Berck erlebte in dieser Zeit einen rasanten Wandel von einem Fischerdorf zu einem beliebten Seebad. Dieser Wandel und der Bau des ersten Marinekrankenhauses im Jahr 1861 führten zu einem starken Bevölkerungswachstum. Während die Fischer und die Küstenlandschaft von Berck den Malern als zentrale Motive dienten, spiegelte ihre Kunst auch die sozioökonomischen Veränderungen des Ortes wider.
Ludovic-Napoléon Lepic und seine Schüler wie Jan Lavezzari, Francis Tattegrain und Charles Roussel prägten den Stil der École de Berck. Sie konzentrierten sich auf realistische Darstellungen der Küste, des Fischfangs und des Fischerlebens. Francis Tattegrain war besonders einflussreich und gilt als Schlüsselfigur dieser Bewegung. Seine Werke wie Saison du merlan spiegeln die harte Realität des Fischerlebens wider. Er engagierte sich auch stark in der lokalen Gemeinschaft und war Mitbegründer des Asile Maritime, einer Einrichtung für ältere Fischer und Angehöriger.

## Kultureller Einfluss und Wandel
Die Werke der École de Berck wurden in Paris bekannt und beachtet, was zu einer gewissen Popularität von Berck führte. Diese Bekanntheit trug jedoch auch zur Veränderung des „authentischen“ Bercks bei, da der Zustrom von Touristen und die Modernisierung des Ortes die ursprüngliche Atmosphäre allmählich verdrängten. Künstler wie Eugène Boudin mieden die Hochsaison und besuchten Berck lieber außerhalb der Sommermonate, um dem Touristenansturm zu entgehen. In den Jahren nach 1900 erlebte die École de Berck ihre Blütezeit, wobei ihre Werke weiterhin die maritime Identität von Berck betonten. Tattegrain und andere Künstler schufen zahlreiche Gemälde, die den Fischfang, das Leben an der Küste und Rettungsszenen auf See darstellten. Berck war in dieser Zeit auch ein wichtiges Ziel für Künstler, die aus gesundheitlichen Gründen in die Region kamen, was zur weiteren Verbreitung der Berck Darstellungen in der Malerei beitrug.

## Museum von Berck

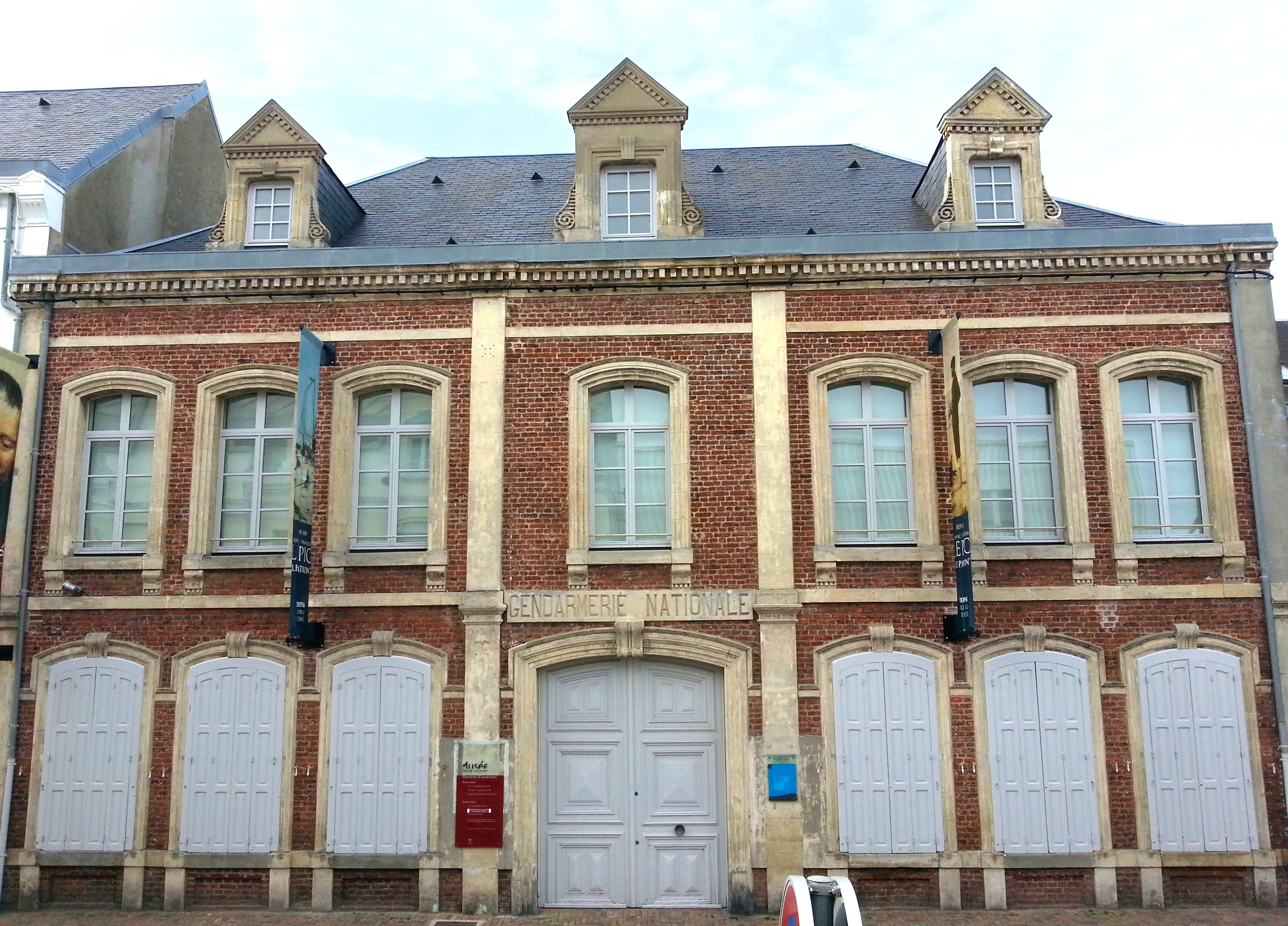
Das Musée d'Opale-Sud – Berck-sur-Mer

Das Musée d'Opale-Sud – Berck-sur-Mer (auch Musée de France d'Opale Sud) ist in einem ehemaligen Gebäude der Gendarmerie untergebracht. Das Museum zeigt archäologische Artefakte vor allem aus der Sammlung Bellon. Aus dem 6. und 7. Jahrhundert stammen Schmuck und Glaswaren aus der Merowingerzeit, die zu einer Sammlung von Fundstücken aus Ausgrabungen an der Küste gehören.

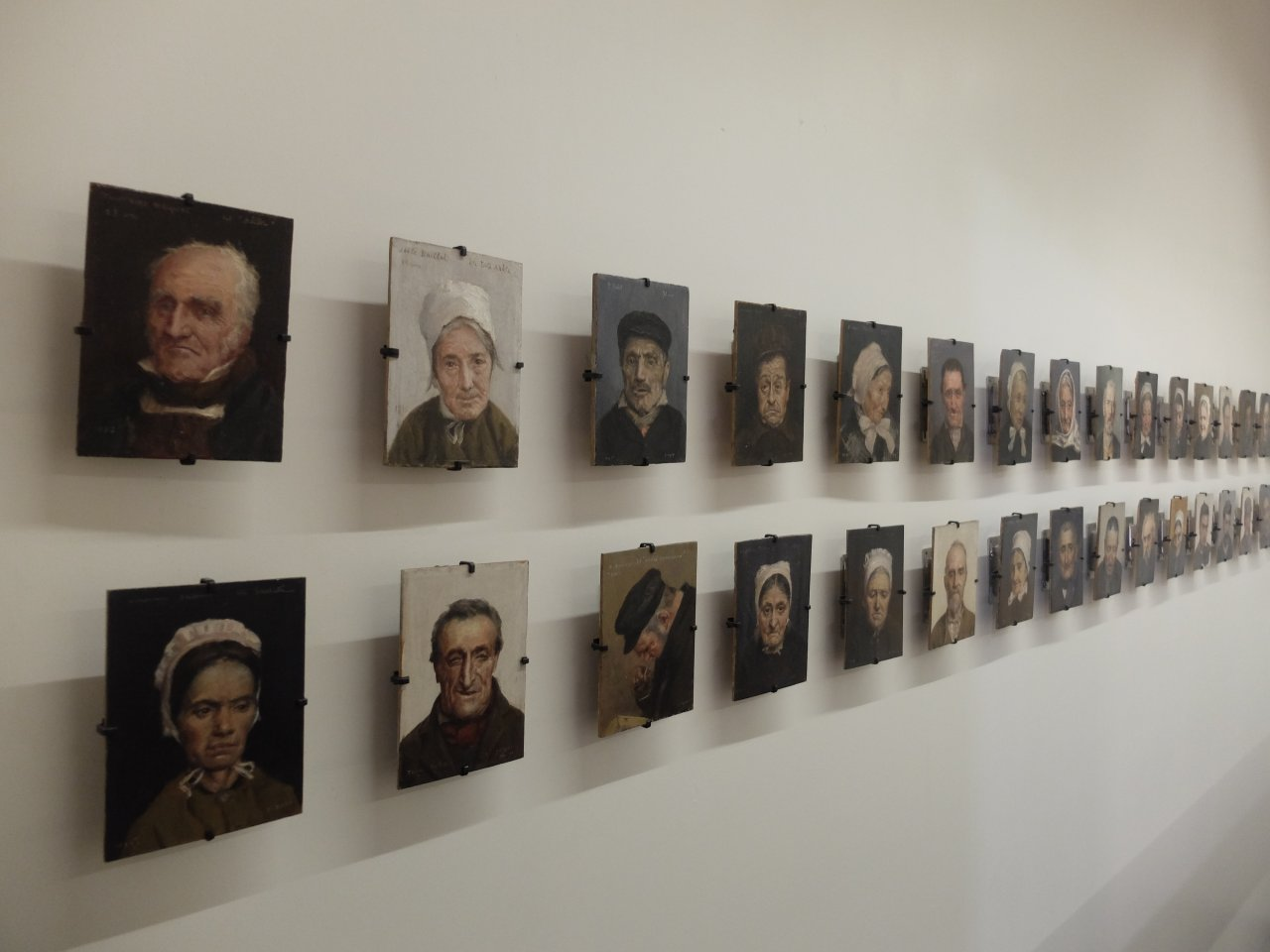
Francis Tattegrain (1852–1915): Porträts von Fischern und Matrosinnen, entstanden zwischen 1882 und 1907

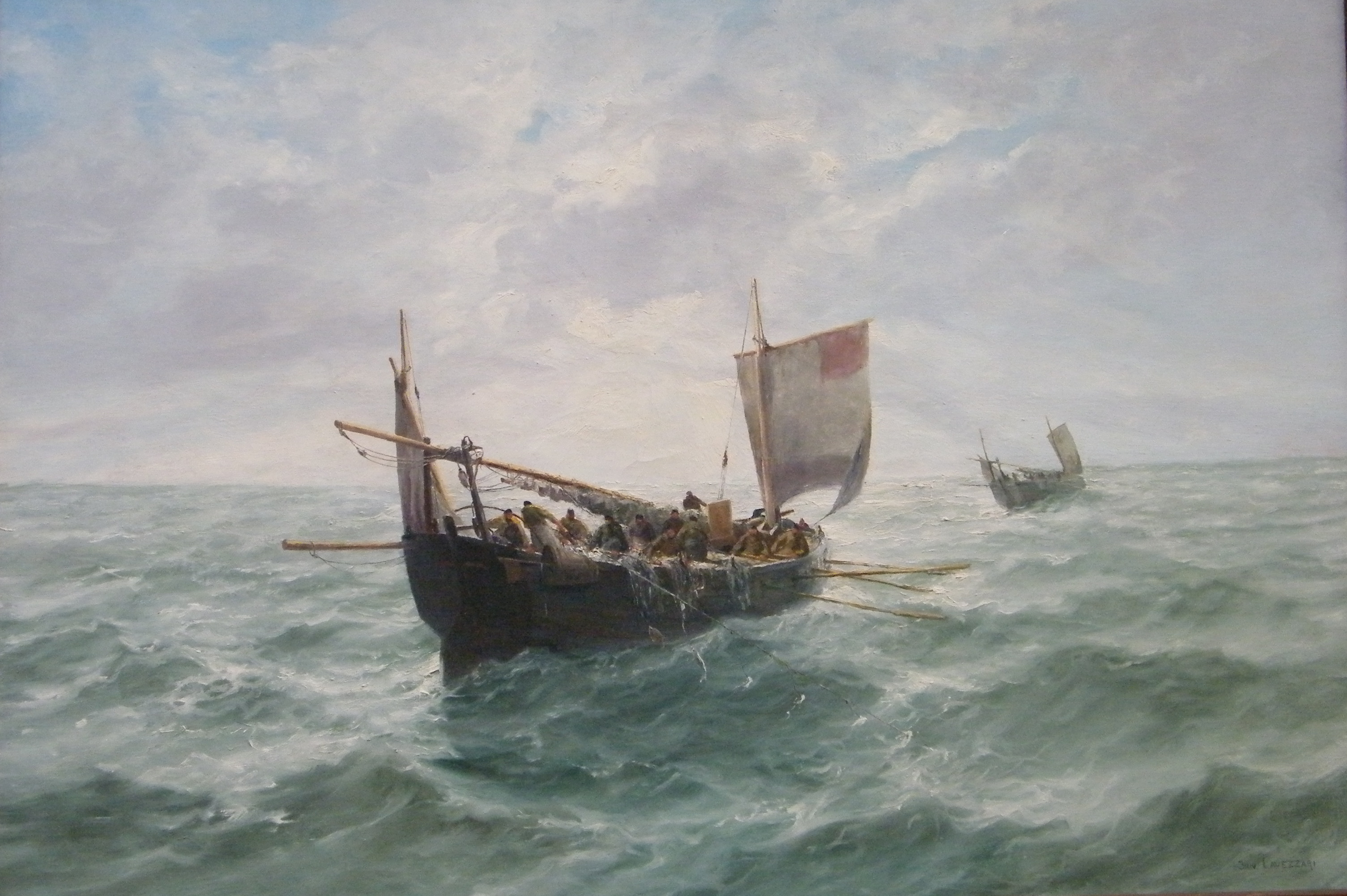
Jan Lavezzari (1876–1947): Einholen der Netze

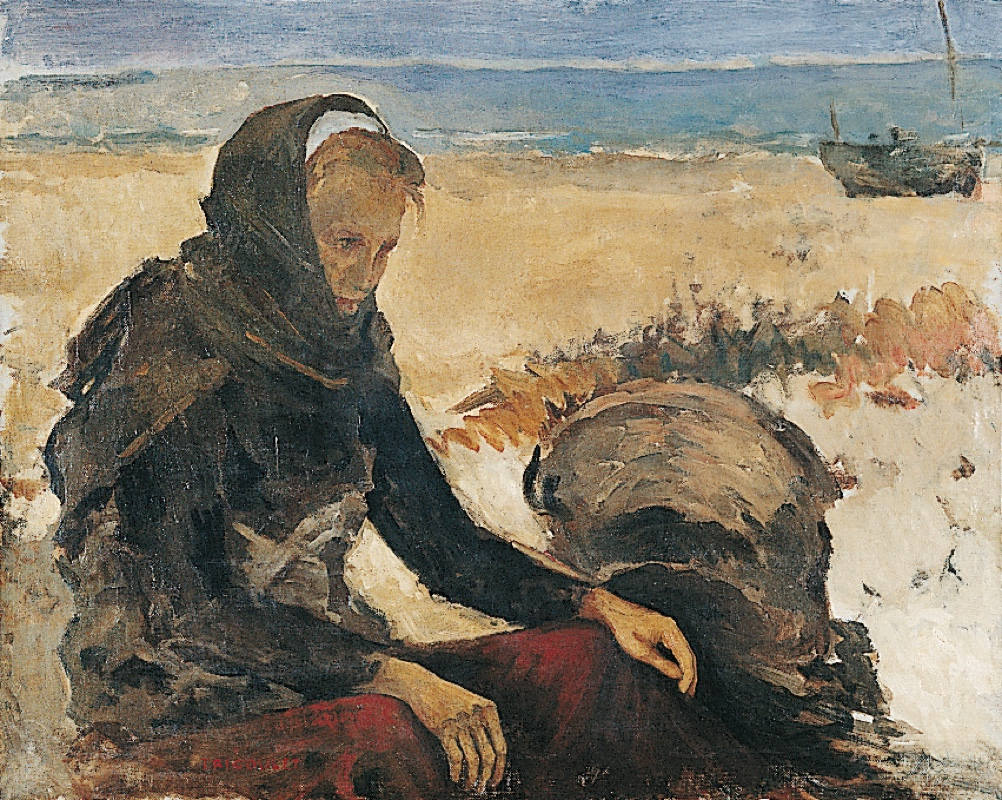
Eugène Trigoulet (1864–1910): Eine Matrosin am Strand von Berck

Ein großer Teil des Museums ist aber den Gemälden der in Berck ansässigen Künstler gewidmet, wobei den Darstellungen des Lebens der Fischer, Matrosen und auch der Strandsammlerinnen eine besondere Aufmerksamkeit zuteilwird. Von Francis Tattegrain gibt es eine Reihe von psychologisch beeindruckenden Porträts älterer Menschen, die um 1900 im Asile Maritime (Seemannsheim) in Berck lebten.

## Künstler der École de Berck
- Hubert Eugène Bénard (1834–1879)
- Albert Besnard (1849–1934)
- Eugène Boudin (1824–1898)
- Jules Breton (1827–1906)
- Marie Cazin (1844–1924)
- Marius Charles Chambon (1876–1962)
- Eugène Chigot (1860–1923)
- Julien Déjardin (1857–1906)
- Jean Laronze (1852–1937)
- Emmanuel Lansyer (1835–1893)
- Louis Latouche (1829–1884)
- Émile Lavezzari (1832–1887)
- Jan Lavezzari (1876–1947)
- Eugène Lavieille (1820–1889)
- Georges Laugée (1853–1937)
- Jules Le Cœur (1832–1882)
- Ludovic-Napoléon Lepic (1839–1889)
- Édouard Manet (1832–1883)
- Louis Montaigu (1905–1988)
- Alexandre Nozal (1852–1929)
- Fernand Quignon (1854–1941)
- Charles Roussel (1861–1936)
- Francis Tattegrain (1852–1915)
- Eugène Trigoulet (1867–1910)